# Виноградов, Виктор Алексеевич (архитектор)
Ви́ктор Алексе́евич Виногра́дов (25 января 1944 — 27 сентября 2014) — архитектор-реставратор высшей категории, член Федерального научно-методического совета Министерства культуры РФ, член президиума Российского комитета ИКОМОС, вице-президент Академии архитектурного наследия, профессор Института искусства реставрации, заместитель председателя Экспертно-консультативного общественного совета Москомархитектуры, сопредседатель Национального центра опеки наследия, член Научно-методического совета Москомнаследия, действительный государственный советник III класса.

## Биография
Родился в 25 января 1944 году в с. Дергаево Раменского района Московской области в семье офицера советской армии.
В 1973 году окончил Московский архитектурный институт по специальности «архитектура».
Входил в полуподпольное «Общество изучения теории систем» (группа А. А. Фетисова — М. Ф. Антонова). С 1969 по 1982 год работал мастером, архитектором, старшим архитектором, главным архитектором экспериментальной специальной научно-производственной мастерской Всероссийского общества охраны памятников истории и культуры.
С 1982 по 1999 год — главный архитектор и заместитель директора в институте «Спецпроектреставрация».
В 1987 году принял участие (Г. Мокеев (руководитель), В. Виноградов, А. Тренин) в конкурсе, объявленном Глав АПУ Москвы, на разработку эскиза идеи Генерального плана развития Москвы, Московской области и архитектурно-планировочной организации центральной части города. Проект был отмечен третьей премией конкурса, что явилось признанием достоинств представленной работы. Особое место в проекте занимала охрана и восстановления памятников Древней Москвы.
С 1989 по 1999 год — заведующий кафедрой архитектуры Российской академии живописи, ваяния и зодчества.
С 1999 по 2000 год занимал должность руководителя Департамента культурного наследия Минкультуры РФ. Указом Президента РФ присвоено звание действительного государственного советника III класса.
Скончался 27 сентября 2014 года после продолжительной тяжёлой болезни в Москве.

### Список произведений
- Виноградов В. А. В современном градостроительном процессе нет точки невозврата // Территория и планирование : журнал. — 2010. — № 5(23). — С. 14—28. — ISSN 2074—2037.